# 禁断の魔術 ガリレオ8
『禁断の魔術 ガリレオ8』（きんだんのまじゅつ ガリレオエイト）は、東野圭吾の連作推理小説である。2012年10月15日に文藝春秋から単行本が刊行された。ガリレオシリーズ第8弾で、短編集としては5作目となる。
「曲球る」と「念波る」の2編は、2013年にテレビドラマ『ガリレオ』第2シリーズで映像化された。
単行本『虚像の道化師 ガリレオ7』を再編集し、2015年3月10日、文春文庫版オリジナルとして文藝春秋から発刊する際に、「透視す」「曲球る」「念波る」の3編も併せて収録された。残る「猛射つ」は大幅に改稿して長編小説『禁断の魔術』とし、2015年6月10日に文春文庫版オリジナルとして文藝春秋から発刊された。
『禁断の魔術』は2022年9月17日にテレビドラマ『ガリレオ』のスペシャルドラマとして映像化・放送された。

## 概要
本作はシリーズ初となる全編書き下ろしとなる。著者曰く、前作『虚像の道化師 ガリレオ7』でシリーズの短編は終わりと考えていたが、小説の神様の気まぐれを思い知らされた作品。当初は『虚像の道化師』もこれまでの短編同様に5編収録させようと考えていたが、湯川や草薙の人生や生活を積極的に書こうという想いから湧き上がったアイディアから『虚像の道化師』での4編からさらに4編書き上がり、合計すると原稿用紙1000枚超の分厚い本になるため、本作と『虚像の道化師』の2冊に分けたという背景がある。
「透視す」は「湯川が透視能力を持つホステスにその力を披露されたらどんな反応をするのか」という着想から湯川が挑む謎が殺人に関係しなくてもいいと考えた末に出来上がった。他にも「曲球る」で湯川が殺人事件解決以外に人助けのために科学の知識を活かしたり、「念波る」で湯川がこれまでの事件とは異なるアプローチをする様が描かれている。そして「猛射つ」では「自分のせいで殺人犯になりかねない人間がいたら湯川はどうするのか」というアイデアから、犯罪に手を染めようとする信頼する愛弟子に対しての湯川の意外な行動が描かれる。
2012年10月25日に発表された10月29日付のオリコン“本”ランキングBOOK（総合）部門で、4万6000部の売上により首位を獲得。3月発売の『ナミヤ雑貨店の奇蹟』と8月発売の『虚像の道化師 ガリレオ7』に続く首位となり、一人の作家が発表した作品が3作連続の首位獲得をするのは今回が初となる。

## 各章あらすじ

### 第一章・透視す（みとおす）
草薙に連れられて彼の行きつけである銀座のクラブ「ハープ」に通うようになった湯川は、そこでホステスのアイの接客を受けた。ホステスのアイは、湯川に出させた名刺を見ることなく彼の名字を言い当て、透視の芸を披露した。湯川は一度、アイがコートの裏側の刺繍を見たのだと推理して納得するが、帰り際に自分の名前や職業まで言い当てられたため、驚愕する。
それから4か月後、アイこと相本美香が殺害された。草薙たちは顔見知りによる犯行として捜査にあたる。美香は、死者への同情を抜きにしても誰からも慕われる女性であり、トラブルといえば遠隔地に住む継母との間に確執があった程度だったため、彼女を殺害する動機を持つ人物の特定に難航する。
やがて草薙たちは、美香の足の指の間に付着していた煙草の葉を手がかりに犯人を突き止め、逮捕した。動機は、例の透視によって美香に横領を見抜かれたことだった。しかし、その透視のからくりが分からずに行き詰まった草薙は、湯川に相談する。草薙から経緯を聞いた湯川は、透視の謎と美香が抱える一つの問題に光を当てていく。
相本 美香（あいもと みか）
銀座のクラブ「ハープ」のホステス。源氏名は「アイ」。小柄で童顔の女性で、主に和服を着て接客する。相手の名前や鞄の中身を言い当てる透視のマジックが得意だが、男ウケしにくい容姿のためか、人気はいま一つ。「ハープ」には3年前に入店。以前は六本木のキャバクラにいた。明るく、いたずら好きで人を喜ばせるのが好きな性格。実の母親を小学生の時に交通事故で亡くしている。
相本 恵里子（あいもと えりこ）
美香の継母。以前はホステスをしており、勝茂とは美香が高校2年の時に結婚した。美香が大切にしていた実母が編んだ手袋を誤って捨ててしまい、美香との間にわだかまりを抱えている。
レイカ
美香と親しくしていた同僚のホステス。長身で細身の体型ながら、大きな胸が特徴。
藤沢 智久（ふじさわ ともひさ）
美香の高校時代の同級生。亀戸の大型ショッピングセンター内にあるペットショップでアルバイトをしている。高校時代は美香と同じ生物クラブに所属しており、時々会っていた。
相本 勝茂（あいもと かつしげ）
美香の父親。青果店を経営している。
西畑 卓治（にしはた たくじ）
「ハープ」の常連客で、美香と同伴していた。職業は印刷会社の経理部長。
沼田 雅夫（ぬまた まさお）
「ハープ」の常連客で、西畑と同じ会社の営業部長。

### 第二章・曲球る（まがる）
プロ野球選手の柳沢忠正の妻・妙子が、スポーツクラブの駐車場で撲殺された。捜査の結果、アイドルグループの追っかけに必要な資金繰りのため、スポーツクラブの元警備員が犯行に及び逮捕された。これにより、事件は解決を迎えたかに見えた。しかし、妙子は殺害される直前にデパートで置時計を購入していた。その購入目的について、柳沢自身も全く心当たりがなく、謎は残されたままとなった。
野球選手としての限界を感じていた柳沢は、遺留品の置時計を返却に訪れた草薙に、話の流れから湯川を紹介された。そして、柳沢は湯川から科学的な監修を受けることになる。その後、柳沢の様子を見に来た湯川は、彼の車に錆が出ているのを発見した。その車が事件当日、妙子が乗っていたものだと知った湯川は、草薙や内海と共に妙子の行動を調べ始める。そして、置時計購入の背景に秘められた妙子の想いが、ついに明らかになる。
柳沢忠正（やなぎさわ ただまさ）
38歳。東京エンジェルスのプロ野球選手で投手。力の衰えから2軍に落ち、最近戦力外通告を受けた。ボールのコントロールと変化球が武器。
柳沢 妙子（やなぎさわ たえこ）
柳沢の妻。彼女が殺害された場所になったスポーツクラブのVIP会員だった。人に気を遣わせることを嫌い、現役に固執しないことを条件に柳沢と結婚した。
宗田（そうだ）
柳沢のトレーナー。柳沢が個人的に雇ってから5年の付き合いで、良き理解者。彼が野球に応用できないかと持っていたバドミントンの専門誌の記事を湯川が書いていたことがきっかけで、草薙から湯川を紹介され、共に柳沢の復活に向けて取り組むことになる。
ヤン
中華料理店を経営する台湾人。日本人の妻がいる。

### 第三章・念波る（おくる）
都内に住む女性が帰宅時、何者かに襲われ意識不明の重体となった。この事件を最初に知ったのは、被害者・磯谷若菜の双子の妹、御厨春菜だった。遠く離れた長野の自宅で、姉からのテレパシーによって事件を知り、犯人の顔のイメージまでも受け取ったという。
捜査報告書にテレパシーなどと記述するわけにはいかない草薙と内海は、なんとか論理的な説明をつけようと春菜を湯川の研究室へ連れて行く。ところが、湯川は草薙たちの思惑とは裏腹に、春菜のテレパシー能力の研究に本格的に乗り出す。
磯谷若菜
29歳。御厨春菜の双子の姉。旧姓は御厨（みくりや）。東京都渋谷区松濤に住んでいる。青山でアンティークショップを経営。約20年前に両親を飛行機事故で亡くしている。
御厨春菜（みくりや はるな）
29歳。磯谷若菜の双子の妹。長野県に住んでいる。童話作家。叔母の藤子と二人暮らし。
御厨藤子（みくりや ふじこ）
50歳代半ば。独身。若菜と春菜の叔母（父親の妹）。長野県に住んでいる。
磯谷和宏
磯谷若菜の夫。東京都渋谷区松濤に住んでいる。ストリート・スポーツ専門店「クールX」を経営。
山下（やました）
20歳代半ば。磯谷和宏の部下。
後藤剛志
六本木のバー「バロット」の常連客。

### 第四章・猛射つ（うつ）
ある年の5月、青年・古芝伸吾は理工学部物理学科第十三研究室を訪れた。伸吾は高校時代に湯川に出会い、彼から物理学を学んだことから、その魅力に感銘を受けて帝都大学を受験し、合格を果たした。そして、湯川のもとへ挨拶にやって来たのだ。しかしその日、伸吾の姉・秋穂は都内のホテルで死亡した。
約10か月後の3月、フリーライターが殺害される事件が発生した。容疑者として捜査線に浮上したのは、湯川の教え子である古芝伸吾だった。伸吾は姉が死亡した直後に帝都大学を退学し、金属加工品製造会社「クラサカ工機」へ入社したが、警察が捜査を始めた直後に失踪した。その後の捜査で、伸吾が殺人を計画していることが判明した。しかもその殺人方法は、かつて湯川に教わった技術を改良したものであり、すべては姉の敵討ちに起因していた。
古芝伸吾（こしば しんご）
19歳。金属加工品製造会社「クラサカ工機」社員。湯川と同じ統和高校の卒業生。高校時代から物理学に興味を持つ。帝都大学工学部機械工学科に入学するも退学。
古芝秋穂（こしば あきほ）
28歳。古芝伸吾の姉。「明生新聞社」政治部社員。都内のホテルにおいて子宮外妊娠を原因とする卵管破裂により死亡。
古芝恵介（こしば けいすけ）
古芝秋穂・伸吾の父。重機メーカー「暁重工」社員。カンボジアで事故により死亡。
倉坂達夫（くらさか たつお）
「クラサカ工機」社長。足立区梅島に会社を構える。
倉坂由里奈（くらさか ゆりな）
17歳。倉坂達夫の娘。高校2年生。
大賀仁策（おおが じんさく）
代議士。元文部科学大臣。「スーパー・テクノポリス計画」の推進者。
鵜飼和郎（うかい かずお）
大賀仁策の第一秘書。
長岡修（ながおか おさむ）
38歳。向島在住。フリーライター。大賀仁策のスキャンダルを追っている。
渡辺清美（わたなべ きよみ）
長岡修の恋人。美容整形外科の受付。
勝田幹生（かつた みきお）
40歳代半ば。料理人。「スーパー・テクノポリス計画」反対派リーダー。

## 書誌情報
- 単行本：『禁断の魔術 ガリレオ8』、2012年10月15日[1]、文藝春秋、ISBN 978-4-16-381690-6
- 文庫本：『禁断の魔術』、2015年6月10日[6]、文春文庫、ISBN 978-4-16-790377-0